# Amado Nervo
Amado Ruiz de Nervo y Ordaz, pseudônimo de Juan Crisóstomo Ruiz de Nervo, (Tepic, Distrito Militar de Tepic, Jalisco, México, 27 de agosto de 1870 — Montevidéu, Uruguai, 24 de maio de 1919) foi um poeta mexicano. O romance O bacharel (1895) apresenta características naturalistas. Os livros de poemas Pérolas negras e Místicas (1898) têm características que indicam influência da chamada poesia modernista hispano-americana.

## Carreira
Em 1894, Nervo continuou sua carreira na Cidade do México, onde se tornou conhecido e apreciado, trabalhando na revista Azul, com Manuel Gutiérrez Nájera. Foi nessa época que conheceu a obra de Luis G. Urbina, Tablada, Dávalos, Rubén Darío, José Santos Chocano e Campoamor. Sua formação em jornalismo e reportagem de notícias floresceu durante esses anos, enquanto ele continuou escrevendo para El Universal, El Nacional e El Mundo. Ele manteve uma parceria formal com El Mundo até junho de 1897.
Em outubro de 1897, o El Mundo lançou um suplemento chamado La Comedia del Mundo, com a Nervo assumindo a responsabilidade pela produção geral. Em janeiro de 1898, o suplemento foi criado independentemente do El Mundo e mudou seu nome para La Comedia.
Nervo ganhou notoriedade nacional na comunidade literária após a publicação de seu romance El bachiller e de seus livros de poesia, incluindo Místicas e Perlas Negras.
Em 1898, Nervo fundou, junto com Jesús Valenzuela, La Revista Moderna. A revista foi a sucessora da Azul. Ele era primo do renomado artista plástico Roberto Montenegro Nervo. As primeiras ilustrações de seu primo foram produzidas para a revista La Revista Moderna.
Em 1902, Nervo escreveu "La Raza de Bronce" ("A Corrida do Bronze") em homenagem a Benito Juárez, ex-presidente do México. Em 1919, o escritor boliviano Alcides Arguedas usou o termo em seu romance Raza de Bronce. Em 1925, o termo foi usado pelo luminar mexicano José Vasconcelos em seu ensaio La Raza Cósmica.
Nervo passou os primeiros anos do século XX na Europa, particularmente em Paris. Enquanto estava lá, foi correspondente acadêmico da Academia Mexicana de la Lengua. Enquanto em Paris, Nervo fez amizade com Enrique Gómez Carrillo e Aurora Cáceres, para quem escreveu um prólogo para o livro La rosa muerta.

### Diplomacia internacional
Quando Nervo voltou para o México, foi nomeado embaixador do México na Argentina e no Uruguai.

## Obras
- Obras completas, ed. de Francisco González Guerrero y Alfonso Méndez Plancarte, Madrid: Aguilar, 1962, 2 vols.

### Romances
- Pascual Aguilera (1892 e 1899)
- El bachiller (1895).
- El donador de almas (1899).
- El diablo desinteresado (1916).

### Poesia
- Poesías completas (Madri: Biblioteca Nueva, 1912)
- Perlas negras (1810).
- Místicas (1824).
- Poemas (París).
- La hermana agua (1902)
- El éxodo y las flores del camino (1902), verso e prosa.
- Lira heroica (1924).
- Las voces (1926).
- Los jardines interiores (1930).
- En voz baja (1938).
- Serenidad (1941).
- En Paz (1943), um de seus poemas mais conhecidos.
- Elevación (1944).
- Plenitud (1946), prosa e verso.
- El estanque de los lotos (1919).
- El arquero divino (1949).
- La amada inmóvil (1950).
- Mañana del poeta (1952).
- La última luna (1956)

### Contos
- Almas que pasan (1916).
- Ellos, prosa. (1915)
- Plenitud, prosa (1918).
- Cuentos misteriosos (1921).
- Los balcones, cuento y crónica.

### Ensaio
- El éxodo y las flores del camino (1902), crônicas.
- Juana de Asbaje, ensaio, biografia de Sor Juana Inés de la Cruz (1910).
- Mis filosofías, ensaio (1912).
- En torno a la guerra, ensaio (1921)

### Teatro
- Consuelo, zarzuela posta em métrica musical por Antonio Cuyàs e estreada no Teatro Principal da Cidade do México em 1899.